# Frazer Richardson
Frazer Richardson (ur. 29 października 1982 w miejscowości Rotherham) – angielski piłkarz występujący na pozycji prawego obrońcy w Rotherham United.

## Kariera klubowa
Frazer Richardson jest wychowankiem Leeds United, barwy którego reprezentował od 2001. W pierwszym zespole zadebiutował w sezonie 2002/2003 w spotkaniu Pucharu UEFA przeciwko izraelskiemu Hapoelowi Tel Awiw, kiedy to wszedł na boisko w drugiej połowie. Po raz pierwszy pełne 90 minut rozegrał w meczu z Arsenalem, natomiast pierwsze trafienie dla ekipy z Elland Road zaliczył w pojedynku przeciwko Derby County na inaugurację sezonu 2004/2005. Richardson początkowo grywał na prawej obronie lub w pomocy, później dostawał szanse gry na lewej stronie defensywy.
W 2005 Anglik podpisał nowy kontrakt z Leeds obowiązujący do sierpnia 2008. W kolejnym okresie angielski zawodnik coraz częściej zaczął występować w pierwszym składzie "Pawi", a w sezonie 2007/2008 wywalczył sobie miejsce w podstawowej jedenastce i zagrał w 42 ligowych pojedynkach. W 2003 Richardson dwa razy wypożyczany był do Stoke City, dla którego łącznie zaliczył trzynaście występów i strzelił jedną bramkę. W sierpniu 2008 Anglik został nowym kapitanem Leeds. W roli tej zastąpił Alana Thompsona, który zakończył piłkarską karierę.
9 lipca 2009 Richardson podpisał dwuletnią umowę ze spadkowiczem z Championship – Charltonem Athletic i stał się jego podstawowym graczem. Został wybrany do drużyny roku w Football League One. Po sezonie został sprzedany do Southamptonu.
2 sierpnia 2013 roku przeszedł na zasadzie wolnego transferu do drużyny Middlesbrough.